# National Waterpolo League
Die National Waterpolo League (NWL) ist die höchste Spielklasse im Wasserball in der Schweiz. Es nehmen jeweils sieben Mannschaften an der höchsten Liga teil.
Bei den Damen heisst die höchste Liga Women National Waterpolo League  (WNWL).

## Vereine 2012/13

### Männer
- SC Frosch Ägeri
- SV Basel
- Genève Natation 1885
- SC Horgen
- SC Kreuzlingen
- Lugano NPS
- SC Winterthur

### Frauen
- SC Frosch Ägeri
- WSV Basel
- Genève Natation 1885
- SC Horgen
- Red-Fish Neuchâtel
- SC Winterthur I
- SC Winterthur II

## Bisherige Schweizer Meister bei den Männern
|     | Verein                  | Anzahl Titel | Jahr |
| --- | ----------------------- | ------------ | --- |
| 1.  | SC Horgen               | 30           | 1953, 1954, 1955, 1956, 1958, 1959, 1961, 1962, 1963, 1964, 1966, 1975, 1976, 1977, 1978, 1979, 1980, 1981, 1982, 1983, 1984, 1987, 1991, 1992, 1993, 1998, 2000, 2001, 2007, 2015 |
| 2.  | Società Nuoto Lugano    | 17           | 1970, 1971, 1972, 1973, 1985, 1986, 1988, 1989, 1995, 1996, 1997, 2006, 2010, 2014, 2016, 2017, 2018                                                                               |
| 3.  | Genève Natation 1885    | 14           | 1928, 1932, 1933, 1934, 1935, 1938, 1941, 1942, 1947, 1966, 1967, 1968, 1969, 1974                                                                                                 |
| 4.  | SC Kreuzlingen          | 8            | 1999, 2002, 2003, 2008, 2009, 2011, 2012, 2013 |
| 5.  | CN Lausanne             | 5            | 1931, 1949, 1951, 1952, |
| 6.  | SC Zürich               | 5            | 1943, 1945, 1946, |
| 7.  | SK Arbon                | 4            | 1924, 1927, 1937, 1944 |
| 8.  | SK St.Gallen            | 4            | 1922, 1926, 1936, 1938 |
| 9.  | SC Romanshorn           | 2            | 1929, 1930 |
| 10. | SC Schaffhausen         | 2            | 2004, 2005 |
| 11. | CN Monthey              | 1            | 1990 |
| 12. | Red Fish Neuenburg      | 1            | 1925 |
| 13. | SK Luzern               | 1            | 1948 |
| 14. | SV Limmat               | 1            | 1960 |
| 15. | Wassersportverein Basel | 1            | 1994 |